# Фрей, Сами
Сами Фрей (фр. Sami Frey, Sami Frei, Sammy Frey, Samy Frey; род. 13 октября 1937, Париж) — французский актёр.

## Биография
Родился в польско-еврейской семье. Родители были депортированы во время нацистской оккупации Франции, и судьба их неизвестна. Воспитывали Сами Фрея бабушка и тётя.
Окончил театральные курсы Рене Симона в 1957 году. Дебютировал в кино в фильме Робера Оссейна «Простите наши прегрешения» (1956). Первую крупную роль исполнил в фильме Анри-Жоржа Клузо «Истина» (1960).
Необычная восточная красота актёра предопределила круг ролей, которые ему предлагали режиссёры: Жан Азеведу в фильме «Тереза Дескейру» (1962, реж. Жорж Франжю), экзотический посланник иранского шаха Бичиари-Бей в костюмном фильме режиссёра Бернара Бордери «Анжелика и король» (1966).
Исполнил роль Франца в фильме Жана-Люка Годара «Банда аутсайдеров» по роману Д. и Б. Хитченс «Золото Дурака» (1964), Давида в любовной драме Клода Соте «Сезар и Розали» (1972), Эль Мачо в картине Душана Макавеева «Сладкий фильм» (1974), Пола Ньюттена в триллере Боба Рафелсона «Чёрная вдова» (1987), принца де Гравина в «Режиссёре свадеб» (2006, реж. Марко Беллокьо).
Значительные актёрские работы Сами Фрея — Арто в биографической драме «В компании Антонена Арто» (1993, реж. Жерар Мордийя, Главный Приз МКФ в Намюре, 1993), Авраам Рабинович в телесериале «Война и память» (1988—1989).

## Творчество

### Избранная фильмография
- Простите наши прегрешения (1956, Робер Оссейн)
- Истина (1960, Анри-Жорж Клузо) — Жильбер Теллье
- Семь смертных грехов (1961, Роже Вадим) — Любовник (часть «Гордыня»)
- Клео от 5 до 7 (1961, Аньес Варда) — Гробовщик (не указан в титрах)
- Ночная молодёжь (1961, Марио Секуи[итал.]) — Элио
- Тереза Дескейру (1962, Жорж Франжю)
- Посторонние (1964, Жан-Люк Годар) — Франц
- Анжелика и король (1966, Бернар Бордери) — Бачиари-Бей
- Манон-70 (1967, Жан Орель) — де Гриё
- Пена дней (1968, Шарль Бельмон) — Шик
- Мистер Фридом (1969, Уильям Клейн)
- Повторный брак (1971, Жан-Поль Рапно) — Маркиз Анри де Геранд
- Солнце — жёлтого цвета (1972, Маргерит Дюрас)
- Сезар и Розали (1972, Клод Соте) — Давид
- Sweet Movie (1974, Душан Макавеев)
- Нея (1976, Нелли Каплан)
- А почему бы и нет? (1977, Колин Серро)
- Семейная жизнь (1984, Жак Дуайон)
- Маленькая барабанщица (1984, Джордж Рой Хилл) — Халиль
- Чёрная вдова (1986, Боб Рейфелсон)
- Лапута (1987, Хельма Сандерс-Брамс)
- Философский камень (1988, Андре Дельво)
- Африкана (1990, Маргарет фон Тротта)
- Против забвения (1991, Патрис Шеро)
- В компании Антонена Арто (1993, Жерар Мордийя) — Антонен Арто
- Дочь Д'Артаньяна (1994, Бертран Тавернье) — Арамис
- Актёры (2000, Бертран Блие)
- Раскаяние (2002, Летиция Массон)
- Неуловимый (2005, Жером Саль)
- Постановщик свадеб (2007, Марко Белоккьо)
- Собачья ночь (2008, Вернер Шрётер) — Баркала
- Заверенная копия (2010, Аббас Киаростами)

### Работа в театре
- А король-то кривой (1970, по Карлосу Фуэнтесу, пост. Хорхе Лавелли, Авиньонский фестиваль)
- La musica (1985, по киносценарию Маргерит Дюрас в её постановке; Миу-Миу и Сами Фрэй, театр Рон-Пуэн)
- Я помню (1989, 2003, по одноимённой книге Жоржа Перека, театр одного актёра; премия Синдиката критиков, 1989)
- Прямиком к самому худшему (2007, Сэмюэл Беккет, театр одного актёра, парижский театр Ателье)
- Квартет (2008, Хайнер Мюллер по Опасным связям Шодерло де Лакло; Жанна Моро и Сами Фрэй, театр Мадлен)
- Первая любовь (2012, по повести С. Беккета в собственной постановке, театр Ателье)

## Награды
Namur International Festival of French-Speaking Film
- 1993: лучший актёр — En compagnie d’Antonin Artaud